# 马来亚联合邦
馬來亞聯合邦是一個曾經位於英屬馬來亞的聯邦，存在於1948年2月1日至1963年9月16日期間，其包括九個馬來州和英國海峽殖民地的檳城與馬六甲。聯邦於1957年8月31日獨立，1963年，其與新加坡、北婆羅洲和砂勞越直轄殖民地合併，成立馬來西亞。

## 歷史

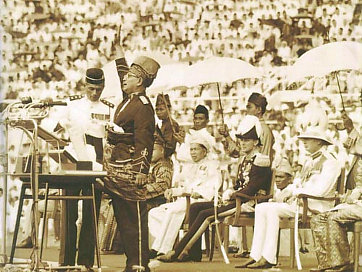
東姑阿都拉曼在1957年宣布馬來西亞聯合邦獨立

1946年到1948年期間，英國在馬來半島建立了一個由個邦組成的直轄殖民地，其被稱為馬來亞聯邦。由於馬來民族主義者的反對，马来亚联邦在1948年解散，重新组成马来亚联合邦，馬來亞聯合邦恢复了英國在马来的统治者地位的象征。
雖然在聯邦內部的大部分邦都是英國的保護國，也就是馬來各州。但檳城和馬六甲仍然是英國的直轄殖民地。這與之前的馬來亞聯邦是一樣的，儘管新加坡與馬來亞有著很大的聯繫，但新加坡並不在馬來亞聯合邦中。
1946年6月至12月其間，英馬全體會議制定了馬來亞協定。會議結束時，全會製作了一份100頁的「藍皮書」。1948年1月21日，該協議由馬來統治者和代表英國政府代表愛德華·根特在國王屋簽署。該協議取代了馬來亞聯邦協議，為1948年2月1日成立馬來亞聯合邦做準備。英國在馬來的統治者的地位也得到了恢復。
1957年8月31日，馬來亞聯合邦獨立，成為大英國協的獨立成員國。1963年，其與新加坡殖民地、砂勞越直轄殖民地和北婆羅洲直轄殖民地等英國殖民地重組為「馬來西亞」；這同樣也讓馬來西亞繼承了之前英國與菲律賓的領土爭議。1965年8月9日，新加坡從馬來西亞獨立，成為獨立的共和國。

## 联合邦成员列表
- 柔佛
- 吉打
- 吉兰丹
- 馬六甲直轄殖民地[12]
- 森美蘭
- 彭亨
- 檳城直轄殖民地[12]
- 霹靂
- 玻璃市
- 雪蘭莪
- 登嘉樓

## 政體
馬來亞聯合邦政府由具有行政權力的英國高級專員管理，並得到馬來亞聯合邦執行委員會和馬來亞聯合邦立法會的協助和建議。
- 馬來亞聯合邦行政會議由7名政府議員和7名非官方議員組成。
- 馬來亞聯合邦立法會由高級專員擔任立法會主席，議員分別為代表海峽殖民地、商業團體和各族的14名政府議員和50名非官方議員。9名國務院國家首腦[註 2]、首席部長和2名海峽殖民地代表成為國務院非官方議員。
- 馬來統治者會議將就移民問題向高級專員提供建議，聯邦各州的英國常駐官員被首席部長取代。

### 戶籍
馬來亞聯合邦申請入籍的法律程序的條件進一步收緊，根據法律，以下人員自動獲得公民身分：
1. 任何州蘇丹的公民
2. 在檳城或馬六甲出生並在聯邦連續居住15年的英籍人士
3. 出生於聯邦並滿足父親在聯邦出生或連續居住15年的英籍人士
4. 任何在聯邦出生、精通馬來語並遵循馬來傳統的人
5. 任何在聯邦出生且其父母在聯邦出生並連續居住15年的人

申請入籍的條件，可以根據以下標準申請獲得公民身份：
1. 在提出申請前必須滿足在馬來亞聯合邦出生並居住了至少8年
2. 提出申請前20年中在馬來亞聯合邦居住至少15年

在滿足這兩種情的條件下，申請者必須表現良好，並宣誓效忠並闡明其居住在聯邦的原因，並且能夠流利地使用馬來語或英語。
馬來亞聯合邦透過憲法保障馬來人民的權利和特殊地位以及馬來統治者在各自州屬的權利、權力和主權。

### 聯邦政府和州政府的權力制衡
聯邦協議（Perjanjian Persekutuan）規定了聯邦和州政府的權力，各州的財政事務必須由各州自行處理。蘇丹在宗教議題和馬來習俗上擁有全權。外交政策和國防繼續由英國政府管理。1948年2月1日，聯邦協議被正式制定為馬來亞聯合邦憲法。

### 司法系統
馬來亞聯合邦的司法系統是一個典型的結構，其是由下級法院、高等法院和訴訟法院組成的。
歷任首席法官：
- 斯塔福德·福斯特·薩頓（英语：Stafford Foster-Sutton）（1952-1953年）
- 查爾斯‧馬修（英语：Charles Mathew）（1953–1956）
- 詹姆士·B·湯姆森（1957–1963）

## 立法會
1948年，馬來亞聯合邦立法會第一次會議於吉隆坡端姑阿都拉曼大廳由英國高級專員愛德華·根特主持開幕，出席者包括副殖民地大臣威廉·黑爾。立法會的成員構成如下：
- 英國高級專員（作為主席）
- 3名當然成員（即布政司、財政司及總檢察長）
- 11位「州及殖民地議員」（各馬來州議會主席，以及各殖民地議會選出的一名成員）
- 11名正式會員
- 34名委任「非官方」成員

*非官方成員必須是聯邦公民或英籍人士
1948年，立法委員的種族構成如下：
- 28位馬來代表，包括所有地方首席部長
- 14名華人代表
- 6名印度裔代表
- 14名歐洲人（當然成員和正式成員）

拿督翁嘉化在第一次會議中強調，馬來亞聯合邦公民不希望外部勢力干涉聯邦事務。華裔代表王宗镜医生（Dr Ong Chong Keng）表明，華裔將效忠馬來亞聯合邦。在第一次立法會會議上，成立了幾個小型委員會：
- 財政常務委員會
- 選舉委員會
- 特權委員會

第一屆會議通過了《吉隆坡城市法案》、《權力移交法案》和《貸款與債務法案》。

## 政黨

### 馬來亞馬來國民黨
1950年，馬來亞聯合邦政府拒絕馬來亞馬來國民黨註冊為合法政黨。其擁有兩個派系，分別為覺醒青年團和覺醒婦女組。最初，馬來國民黨並沒有共產主義傾向。1946年10月，莫赫塔魯丁·拉索當選馬共第一任主席後，馬來國民黨開始受到共產主義的影響。馬來青年團與馬來國民黨合併，布哈努丁成為了馬來國民黨的第二任黨主席，首次提出了大马来由這個概念。1947年12月，伊沙克·哈吉·穆罕默德成為馬來國民黨第三任黨主席，其開始從共產主義轉向民族主義。馬來國民黨開始傾向於反對馬來民族統一機構和去殖民化。 馬來國民黨建立了一個激進馬來政黨的聯合體人民力量中心，之後與全馬聯合行動理事會合併，全馬聯合行動理事會全面反對1948年建立馬來亞聯合邦的聯邦協議。馬來國民黨譴責馬來亞聯合邦選出的官員是「殖民部的傀儡」。對馬來國民黨來說，「讓馬來亞成為民主政府」是沒有基礎的。

## 人口
| 族群   | 1948年    | 1948年  | 1951年    | 1951年  |
| ------ | --------- | ------- | --------- | ------- |
| 馬來人 | 2,457,014 | 2457014 | 2,631,154 | 2631154 |
| 華裔   | 1,928,965 | 1928965 | 2,243,971 | 2243971 |
| 印度裔 | 536,646   | 536646  | 566,371   | 566371  |
| 其他   | 64,802    | 64802   | 75,726    | 75726   |
| 全部   | 4,987,427 |         | 5,517,222 |         |

## 備註
1. ↑  參見Carcosa Seri Negara
2. ↑  原文 Yang Di Pertua